# بیل هوپر (بازیکن فوتبال اهل انگلستان)
بیل هوپر (انگلیسی: Bill Hooper; ۱۴ نوامبر ۱۸۹۴ – ۱۹۸۲ (۸۷−۸۸ سال)) بازیکن فوتبال اهل بریتانیا بود.
از باشگاه‌هایی که در آن بازی کرده‌است می‌توان به باشگاه فوتبال روچدیل، باشگاه فوتبال اولدهام اتلتیک و باشگاه فوتبال دارلینگتون اشاره کرد.